# Stare Kurowo (stacja kolejowa)
Stare Kurowo – stacja kolejowa w Starym Kurowie, w województwie lubuskim, w Polsce.  Według klasyfikacji PKP ma kategorię dworca lokalnego. Znajduje się na linii nr 203 Tczew – Küstrin Kietz.

## Ruch pasażerski
| Rok  | Wymiana pasażerska na dobę |
| ---- | -------------------------- |
| 2017 | 150-199                    |
| 2022 | 150-199                    |